# Мазоловский сельсовет (Витебская область)
Мазоловский сельсовет (бел. Ма́залаўскі сельсавет) — административная единица на территории Витебского района Витебской области Республики Беларусь. Административный центр — агрогородок Мазолово.

## География
Территория Мазоловского сельсовета находится на северо-западе Витебского района, к северу от города Витебска.

## История
В 2011 году часть территории дер. Сокольники включена в городскую черту Витебска.

## Состав
Мазоловский сельсовет включает 33 населённых пункта:
- Барановка — деревня
- Боровляны — деревня
- Букатино — деревня
- Буяны — деревня
- Герасимово — деревня
- Гребеница — деревня
- Должа — деревня
- Дреколье — деревня
- Дутчино — деревня
- Калиново — деревня
- Койтово — деревня
- Коновалово — деревня
- Королёво — деревня
- Красный Двор — деревня
- Лосвидо — деревня
- Лужесно — деревня
- Лужки — деревня
- Лущиха — деревня
- Мазолово — агрогородок
- Николаёво — деревня
- Станция Лужесно — деревня
- Савчёнки — деревня
- Сокольники — деревня
- Судники[бел.] — деревня
- Сущёво — деревня
- Тетёрки — деревня
- Тригубцы — деревня
- Уголок — деревня
- Хайсы — деревня
- Храповичи — деревня
- Шалыги — деревня
- Шилы — деревня
- Щучино — деревня

## Достопримечательности
На территории сельсовета находится Музей-усадьба И. Е. Репина «Здравнёво».